# Eduard Tubau
Eduard Tubau, född den 6 januari 1981 i Terrassa, Spanien, är en spansk landhockeyspelare.
Han tog OS-silver i herrarnas landhockeyturnering i samband med de olympiska landhockeytävlingarna 2008 i Peking.